# 昂科斯莱泰尔姆
昂科斯莱泰尔姆（法語：Encausse-les-Thermes，法語發音：[ɛ̃kos le tɛʁm]）是法国上加龙省的一个市镇，属于圣戈当斯区。该市镇总面积8.15平方公里，2009年时的人口为652人。

## 人口
昂科斯莱泰尔姆人口变化图示